# مدوله‌سازی دامنه

یک سیگنال را می‌توان توسط یک موج رادیویی AM یا FM ارسال کرد.

مدوله‌سازی دامنه (به انگلیسی: amplitude modulation) یا به طور مخفف AM، فرایند تغییر دامنه یک موج حامل (معمولاً یک موج حامل بسامد رادیویی) طبق سیگنالی دیگر (مانند سیگنال‌ صوتی حاصل از صدای انسان یا وسایل موسیقی) است. این مدولاسیون یکی از روش‌های ارسال صوت به وسیله امواج رادیویی است. دستهٔ بزرگی از روش‌های مدولاسیون بر مدولاسیون دامنه پایه‌گذاری شده‌اند. در این نوع مدولاسیون سیگنالی را که قصد انتقالش را داریم دامنهٔ سیگنال دیگری را تغییر می‌دهد. یک شکل بسیار متداول مدولاسیون دامنه مدولاسیون دامنه سینوسی است.

## مدولاسیون دامنه
مدولاسیون دامنه روشی است که در ارتباطات الکترونیکی استفاده می‌شود و عموماً برای انتقال اطلاعات توسط موج حامل رادیویی به کار می رود. AM با تغییر دامنه سیگنال متناسب با اطلاعاتی که فرستاده می‌شود کار می‌کند.

شکل ۱. یک سیگنال صوتی که با موج رادیویی AM یا FM حمل می‌شود

## شکل‌های مدولاسیون دامنه
در ارتباطات رادیویی یک سیگنال رادیو فرکانسی موج پیوسته (موج حامل سینوسی) دامنه‌ای دارد که توسط شکل موج صوت قبل از عبور مدوله می‌شود. شکل موج صوت دامنه موج حامل را اصلاح می‌کند و شکل موج را تعیین می‌کند. در محدودهٔ فرکانس، مدولاسیون دامنه سیگنالی با توان متمرکز شده در فرکانس حامل و دو باند مجاور تولید می‌کند. هر باند کناری در پهنای باند باهم برابر است و سیگنال را مدوله می‌کند و تصویر آینه‌ای یکدیگرند. مدولاسیون دامنه در دو باند کناری نتیجه می‌شود و حاملی وجود دارد که مدولاسیون دامنه باند کناری نامیده می‌شود (DSB-AM). مدولاسیون دامنه در استفاده توان نا کارآمد است. حداقل دو سوم توان در سیگنال حامل متمرکز شده‌است که اطلاعات مفید را دارا نیست (فراتر از واقعیت این سیگنال موجود است). برای افزایش راندمان عبوری، حامل ممکن است متوقف شود. این یک عبور حامل کاهش یافته را تولید می‌کند یا DSB سیگنال حامل متوقف شده دوبرابر باند کناری. یک سیگنال AM متوقف شده بازده توان سه برابر نسبت به AM دارد. حامل تنها به صورت جزئی متوقف شده باشد یک سیگنال حامل کاهش یافته دو برابر باند کناری نتیجه می‌شود. برای یک نوسانگر محلی، به‌طور نوعی حامل متوقف شده را به حالت اول بازمی‌گرداند. به‌طوری‌که سیگنال با یک آشکارساز دمدوله می‌شود.
یک شکل سادهٔ AM و اغلب برای ارتباطات دیجیتال بکار برده می‌شود و کلید روشن-خاموش است. یک نوعی از کلیدزنی، شیفت دامنه ر اطلاعات دوتایی با حضور یا عدم حضور حامل ارائه شده‌است. این برای مدولاتورهای رادیویی یا عبور کدهای بیشتر استفاده می‌شود و عملکرد موج پیوسته نامیده می‌شود.

## تعیین ITU
در ۱۹۸۲،اتحادیه بین‌المللی مخابرات (ITU) انواع مدولاسیون دامنه را طراحی کرد:
| شناسه‌گذاری | توصیف                                                                       |
| ---------- | --------------------------------------------------------------------------- |
| A3E        | دوباندکناری با حامل کامل - طرح مدولاسیون دامنه پایه                         |
| R3E        | تک‌باندکناری با حامل کاهش‌یافته                                               |
| H3E        | تک‌باندکناری با حامل کامل                                                    |
| J3E        | تک‌باندکناری با حامل-سرکوب‌شده                                                |
| B8E        | انتشار با باندکناری مستقل                                                   |
| C3F        | باندکناری نشان‌دار                                                           |
| Lincompex  | فشرده‌‌کننده و منبسط‌کننده متصل (یک زیرحالت از هر یک از مُدهای انتشار ITU بالا) |

## ضریب مدولاسیون

شکل ۲: عمق مدولاسیون. در نمودار، حامل بدون مدوله دارای دامنه ۱ است.

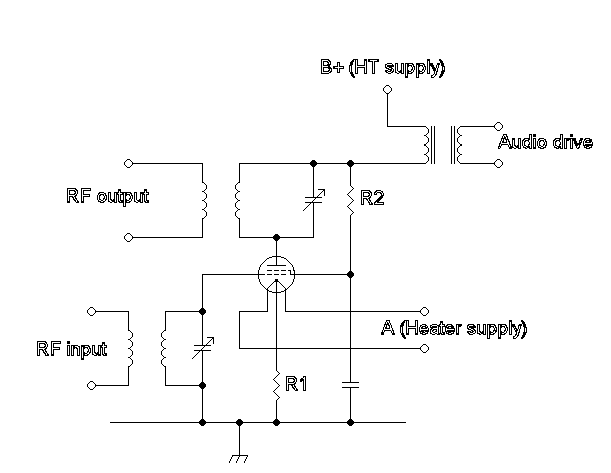
یک لامپ چهار قطبی و توری صفحه با یک تبدیل‌کننده صوتی مدوله شده‌است. مقاومت R1 در بایاس توری قرار می‌گیرد. هردو حلقهٔ ورودی و خروجی با کوپلینگ القایی کوک شده‌اند

مدولاسیون AM اندازه‌ای از تغییر دامنه است که یک حامل غیر مدوله را احاطه می‌کند. وقتی دیگر ضرایب مدولاسیون، در AM این کمیت (عمق مدولاسیون نامیده می‌شد) نمایش می‌دهد که چقدر مدولاسیون حول این سطح اصلی تغییر می‌کند. برای AM آن به تغییرات در دامنه حامل وابسته است و تعریف می‌شود به عنوان:
{\displaystyle h={\frac {\mathrm {peak\ value\ of\ } m(t)}{A}}={\frac {M}{A}},}  که{\displaystyle M\,} و {\displaystyle A\,} که به ترتیب دامنه پیام و دامنه حامل هستند.
اگر {\displaystyle h=0.5}, دامنه حامل با۵۰٪ در بالا و زیر سطح غیرمدوله‌اش تغییر می‌کند. برای {\displaystyle h=1.0},با ۱۰۰٪ تغییر می‌کند. برای دوری از اعوجاج، عمق مدولاسیون نباید از ۱۰۰٪ فزونی یابد. سیستم‌های عبور دهنده معمولاً با یک حلقهٔ محدودکننده ترکیب می‌شوند و آن را تضمین می‌کنند. با این وجود دمدولاتورهای برای آشکارسازی معکوس طراحی می‌شوند (یا 180- درجه معکوس فازی) که وقتی مدولاسیون بیش از ۱۰۰٪ زیاد شود رخ می‌دهد. آن‌ها به‌طور اتوماتیک این عیب را درست می‌کنند. تغییرات یک سیگنال مدوله شده با درصدهای مدولاسیون در زیر نشان داده شده‌است. در هر تصویر، ماکزیموم دامنه بالاتر از تصویر قبلی است. (توجه کنید که مقیاس‌های تصاویر فرق می‌کند).

## روش‌های مدولاسیون
طراحی‌های حلقه مدولاسیون ممکن است در سطح پایین یا بالا طبقه‌بندی شود (بسته به اینکه آن‌ها در محدودهٔ توان پایینی مدوله کنند یا در محدودهٔ توان بالای سیگنال عبوری)

### تولید سطح پایین
در سیستم‌های رادیویی نوین، سیگنال‌های مدوله شده توسط فرایند سیگنال دیجیتالی تولید می‌شوند(DSP) با DSP انواع زیادی از مدولاسیون AM با کنترل نرم‌افزاری ممکن است تولید شوند. (که شامل حامل DSB و حامل متوقف شده باند کناری مستقل یا ISB). نمونه‌های دیجیتالی محاسبه شده ولتاژ را با یک مبدل دیجیتال-آنالوگ تبدیل می‌کند. معمولاً در فرکانس RF خروجی. سیگنال آنالوگ باید در فرکانس به بالا شیفت داده شود و به صورت خطی تقویت شود. برای سطح فرکانس و سطح توان (تقویت خطی باید برای ممانعت از اعوجاج مدولاسیون بکار برده شود).
این روش سطح پایین برای AM در بسیاری از فرستنده و گیرنده‌های غیر حرفه‌ای استفاده می‌شود..
AM هم چنین ممکن است در سطح پایین تولید شود و استفاده از روش‌های آنالوگ در بخش بعدی توصیف شده‌است.

### تولید سطح بالا
عبوردهنده‌های AM توان بالا (مثل آن‌هایی که برای انتشار AM استفاده می‌شوند). براساس مراحل تقویت‌کنندهٔ توان کلاس D و کلاس E راندمان بالا است که با تغییر ولتاژ مدوله می‌شوند.
طراحی‌های قدیمی تر AM با کنترل بهرهٔ نهایی تقویت‌کننده تولید می‌کند. (معمولاً کلاس C، برای بازده)
انواع زیر برای عبور دهنده‌ها ی لولهٔ خلأ هستند (اما گزینه‌های مشابه با ترانزیستورها موجود هستند):
مدولاسیون صفحه:در مدولاسیون صفحه، ولتاژ صفحه تقویت‌کننده RF با سیگنال صوتی مدوله می‌شود.
مدولاسیون هیزینگ (جریان ثابت):ولتاژ صفحهٔ تقویت‌کننده RF در طول یک دریچه تغذیه می‌شود (القاگر مقدار بالا). مدولاسیون AM در طول یک القاگر یکسانی تغذیه می‌شود؛ بنابراین لوله مدولاتور جریان را از تقویت‌کننده RF تبدیل می‌کند، دریچه به عنوان منبع جریان ثابت در محدودهٔ صوتی عمل می‌کند. این سیستم بازده پایینی دارد.
مدولاسیون کنترل توری:عمل بایاس و بهرهٔ تقویت‌کننده RF نهایی با تغییر ولتاژ کنترلی،کنترل می‌شود. این روش به توان صوتی پایین نیاز دارد اما باید مراقب بود که اعوجاج را کاهش داد.
مدولاسیون لولهٔ گیره ای (صفحهٔ توری): بایاس صفحهٔ توری ممکن است در طول یک لوله گیره‌ای کنترل شود و ولتاژ را با توجه به سیگنال مدولاسیون کم کند. این با مدولاسیون ۱۰۰٪ متفاوت است در حالیکه اعوجاج پایینی را با این سیستم بیان می‌کند.

## روش دمدولاسیون
ساده‌ترین شکل دمدولاتور AM از یک دیود تشکیل شده که به عنوان آشکارساز پوش عمل می‌کند. نوع دیگر آشکارساز حاصلضرب است که در وامدوله‌سازی با کیفیت بهتر را با پیچیدگی مدار اضافی فراهم‌کند.